# Mykoła Bal
Mykoła Wasylowycz Bal, Nikołaj Wasiljewicz Bal (ukr. Микола Васильович Баль, ros. Николай Васильевич Баль, ur. 23 listopada?/6 grudnia 1913 we wsi Dmitrowka w rejonie krzemieńczuckim w obwodzie połtawskim, zm. 15 października 1999 w Krzemieńczuku) – radziecki wojskowy, podpułkownik, Bohater Związku Radzieckiego (1944).

## Życiorys
Urodził się w ukraińskiej rodzinie chłopskiej. Do 1927 skończył 7 klas niepełnej szkoły średniej, później uczył się na kursach Charkowskiego Zarządu Terytorialnego Komitetu Rezerw Państwowych, od 1930 mieszkał w Krzemieńczuku, gdzie pracował jako kierownik magazynu. W 1932 został powołany do Armii Czerwonej, w 1934 zdemobilizowany, wrócił do Krzemieńczuka, w 1939 powołany ponownie, w 1941 ukończył szkołę wojsk pancernych w Uljanowsku. Od 1942 uczestniczył w wojnie z Niemcami, walczył na Froncie Woroneskim i 1 Ukraińskim, w tym w lutym 1943 w Kraju Krasnodarskim jako zastępca dowódcy batalionu, latem 1943 brał udział w bitwie pod Kurskiem, 21 września 1943 podczas walk o Perejasławiu przejął dowodzenie batalionem po ciężko rannym dowódcy, później wraz z czołgistami sforsował Dniepr. 9 listopada 1943 jako dowódca 315. batalionu czołgów 51 Gwardyjskiej Brygady Pancernej 6 Gwardyjskiego Korpusu Pancernego 3 Gwardyjskiej Armii Pancernej 1 Frontu Ukraińskiego w stopniu starszego porucznika uczestniczył w walkach o Fastów, umiejętnie broniąc pozycji na wzgórzu przed niemieckimi kontratakami i zadając Niemcom duże straty w ludziach i sprzęcie. W toku późniejszych walk dowodzony przez niego batalion szedł w awangardzie nacierających wojsk radzieckich, biorąc udział w wyzwalaniu Berdyczowa, Płoskirowa, zajęciu Tarnopola, Lwowa, Przemyśla, Rzeszowa, Krakowa, Włoszczowy, Namysłowa i Bolesławca. Po wojnie studiował w Wyższej Oficerskiej Szkole Wojsk Pancernych, którą ukończył w 1949, później otrzymał stopień podpułkownika, w 1960 zakończył służbę wojskową. Pracował jako dyrektor kombinatu przedsiębiorstw komunalnych w Starobielsku, od 1971 mieszkał w Krzemieńczuku, gdzie był szefem działu zaopatrzenia zakładu ceglarskiego.

## Odznaczenia
- Złota Gwiazda Bohatera Związku Radzieckiego (10 stycznia 1944[1])
- Order Lenina
- Order Wojny Ojczyźnianej I klasy
- Order Czerwonej Gwiazdy (dwukrotnie)

I medale.